# Nazaré, praia de pescadores
 Nazaré, praia de pescadores  è la prima parte del film documentario portoghese del  1928 diretto da José Leitão de Barros , Nazaré, praia de pescadores e zona de turismo. Un'altra parte dell'opera fu smarrita, come si legge nei titoli di testa del film.

## Trama
Il film è un omaggio a Nazaré, al suo mare e alle sue tradizioni in particolar modo, si vedono anche i bambini vestirsi con abiti tradizionali uguali a quelli degli adulti. Un documento etnico illuminante sulle abilità degli esseri umani e sui loro momenti collettivi, non solo festosi, un microcosmo che diventa universale nel momento che prende la forma dell'opera cinematografica.

## Accoglienza
Il film è considerato da Georges Sadoul tra i migliori del regista portoghese, insieme a  Maria do mar,  del 1929, e Ala Arriba, del 1942, «per la bella fotografia, l’uso degli esterni, e a volte quello degli attori non professionisti».

### Critica
È stato scritto che Josè Letão de Barros per far conoscere il Portogallo, in disparte per la sua posizione geografica e politica, al resto dell'Europa, insieme ad altri registi quali António Lopes Ribeiro,  Jeorge Brum do Canto o Manoel de Oliveira, fecero appello alle esperienze estere più all'avanguardia ovvero ad Ėjzenštejn, proprio nel caso di Nazaré, praia de pescadores, o a Walter Ruttmann, nel caso di Duoro, lavoro fluviale di Oliveira. Nel saggio di Augusto Seabra vengono citati anche René Clair e Marcel l'Herbier quali riferimenti attraverso i quali costruire uno stile autonomo.